# Compsothrips
Compsothrips (лат.) — род трипсов из семейства Phlaeothripidae (Thysanoptera). Известно около 30 видов. Представители Compsothrips по форме и строению тела подражают муравьям, питаются спорами грибов. Мирмекоморфные очертания хорошо отражены в двух синонимичных родовых названиях, которые были установлены для двух видов, в настоящее время помещённых в этот род: Myrmecothrips и Formicothrips.

## Распространение
Встречаются в тропиках (кроме Австралии), в том числе, в Южной и Юго-Восточной Азии, в странах Средиземноморья, в Африке и Северной Америке.

## Описание
Мелкие насекомые (длина 2—3 мм) с четырьмя бахромчатыми крыльями. Усики 8-члениковые. Представители Compsothrips имитируют муравьев: ноги и тонкая грудная клетка создают впечатление стройной талии, что у некоторых видов подчёркивается контрастной бледной окраской метанотума и первого брюшного тергита. Цвет тела обычно тёмно-коричневый, но один или несколько базальных члеников усиков могут быть бледными, метанотум и пельта часто бледные, есть пара бледных пятен по бокам брюшка. В отличие от хищных видов Aeolothripidae, имитирующих муравьёв, эти виды питаются, поедая споры грибов.
Бескрылые и внешне похожие на муравьёв трипсы (мирмекоморфные). Голова удлинённая или округлая, обычно сужена в основании, выступает перед глазами; глаза сильно вытянуты вентрально; межглазничные и постоцеллярные волоски обычно хорошо развиты; заднеглазничные волоски обычно маленькие и острые или развитые и тупые или расширенные; одна пара заднеглазничных волосков обычно развита, иногда редуцирована; стилеты V-образные; усики 8-члениковые, чувствующие конусы на и IV маленькие, III с 1 или 2, IV с 2; сегмент VI обычно выступает на внешней вершине; пронотальные крупные волоски короткие, тупые или расширенные, нотоплевральные швы полные; базантры присутствуют; мезопрестернум широкий; метаторакальные стерноплевральные швы обычно полные и длинные; передний тарзальный зуб присутствует у обоих полов; пельта белая и широкая, округло-треугольная. Тергиты брюшка обычно без сигмовидных крыловидных волосков; тергит II с белыми пятнами антеролатерально, V обычно с белыми пятнами латерально; поверхность трубки гладкая, без заметных волосков; анальные волоски короче или немного длиннее трубки.

## Классификация
Включает около 30 видов из подсемейства Idolothripinae.
- Compsothrips aeneus (Hood, 1937)
- Compsothrips albosignatus (Reuter, 1884)
- Compsothrips baileyi (Hood, 1941)
- Compsothrips bicolor (Priesner, 1921)
- Compsothrips brasiliensis (Hood, 1952)[5]
- Compsothrips brunneus (Hood, 1941)
- Compsothrips congoensis (Hood, 1952)
- Compsothrips dampfi (Priesner, 1926)
- Compsothrips graminis (Hood, 1936)
- Compsothrips hoodi (de Santis, 1958)
- Compsothrips hookeri (Hood, 1916)
- Compsothrips jacksoni (Hood, 1925)
- Compsothrips maroccanus Priesner, 1964[6]
- Compsothrips oneillae Bournier, 1974
- Compsothrips pampicolla (De Santis, 1958)
- Compsothrips querci (Watson, 1920)
  - =Myrmecothrips querci Watson
  - =Myrmecothrips dampfi Priesner
- Compsothrips ramamurthii (Ananthakrishnan, 1964)
- Compsothrips reticulates Guo & Feng, 2006[7]
- Compsothrips reuteri (Trybom, 1912)
- Compsothrips sinensis (Pelikan, 1961)
- Compsothrips sumatranus Priesner, 1928
- Compsothrips tenebronus (Han & Cui, 1991)[8]
- Compsothrips timur (Pelikan, 1961)
- Compsothrips tristis (Cott, 1956)
- Compsothrips uzeli (Hood, 1952)
- Compsothrips walteri (Watson, 1933)
- Compsothrips yosemitae (Moulton, 1929)
  - =Formicothrips yosemitae Moulton